# Combate de Papudo
El combate de Papudo o captura de la Covadonga fue una acción naval que tuvo lugar el 26 de noviembre de 1865, en el marco de la guerra hispano-sudamericana. En ella se enfrentaron la corbeta de hélice chilena Esmeralda, al mando del capitán de fragata Juan Williams Rebolledo, y la goleta de hélice española Virgen de Covadonga, al mando del teniente de navío Luis Fery. 
Tras la salida de Williams de Valparaíso en septiembre y su comisión en Perú en octubre, regresó a comienzos del mes siguiente a la costa chilena y la recorrió para intentar dar un "golpe de mano" a la superior escuadra española a cargo del almirante José Manuel Pareja, que en esos momentos había desplegado sus buques para bloquear los principales puertos de Chile. La ocasión se presentó a la altura de Papudo, cuando Fery retornaba con su goleta de Coquimbo a Valparaíso tras varias disposiciones del almirante, trabándose un corto combate que culminó con la rendición y captura de ella.
En conclusión, fue un enfrentamiento pequeño que significó para los españoles la pérdida de un buque de guerra de poco valor material y para los chilenos la incorporación a su endeble marina. Pero tuvo efectos morales, militares y políticos que repercutieron en el desarrollo de la guerra.

## Antecedentes
El 17 de septiembre de 1865 Pareja ancló frente a Valparaíso con la fragata Villa de Madrid, que era la insignia de la escuadra española. Siguiendo las instrucciones recibidas desde España, envió al gobierno chileno una nota con el carácter de ultimátum, en que le exigía reparaciones por los agravios que le habría inferido a su país debido a los sucesos en Perú, y que de no atender estas exigencias se darían por rotas las relaciones entre ambos países. Esta nota fue dirigida al gobierno chileno en pleno aniversario de la independencia del país.
El gobierno chileno rechazó en el acto las exigencias del jefe español, y comprendiendo que el ultimátum significaba la guerra, dio órdenes a Williams de salir de Valparaíso con la corbeta Esmeralda y el vapor Maipú para buscar refugio en Chiloé. Esto debido a la enorme inferioridad de la marina chilena para hacerle frente directamente a la española, solamente con esos dos buques de guerra, que además se encontraban en un imperfecto estado operacional. Ambas embarcaciones chilenas salieron del puerto en la medianoche del 18 de septiembre, pasando a corta distancia del buque insignia de Pareja, quien no consideró oportuno detenerlos y les dejó salir.
El 22 de septiembre Pareja volvió a insistir en sus exigencias y el gobierno chileno las volvió a rechazar. Finalmente, el almirante español declaró el 24 de noviembre rotas las hostilidades y resolvió el bloqueo de los puertos chilenos. Al día siguiente, Chile le declaró la guerra a España.

## Sucesos previos al combate

### Comisión de Williams en el Perú
En octubre, ya en plena guerra, Williams recibió nuevas órdenes de su gobierno de zarpar de Chiloé con sus naves rumbo a las costas peruanas para reunirse con la escuadra del Perú, que se había comprometido con Chile a combatir conjuntamente a los españoles, y como medida secundaria se le sugirió realizar el corso. Pareja por su parte se había dado el trabajo de mantener bloqueados los principales puertos chilenos, haciendo en un inicio varias presas mercantes, y asumió las dificultades que representaba hacer efectivo esta operación naval debido a la extensión de la costa.
El capitán chileno halló a la escuadra peruana en Chilca y pasó a parlamentar con el comandante Lizardo Montero para poner en práctica la alianza, pero no obtuvo el apoyo esperado de este jefe debido al estado de guerra civil en el Perú y por no estar este país en conflicto formal con España. Por tanto, descartada la unión de ambas escuadras, que le habría permitido atacar en ese momento con éxito a una fragata española aislada, regresó a las costas chilenas.
A finales de mes, la fragata blindada Numancia que se mantenía apostada en el Callao para aprovisionar a Pareja y como medida de presión a los peruanos, salió a patrullar la costa peruana al tener conocimiento de la presencia de los buques chilenos. Sin embargo, estos ya se habían retirado. Aparte de esa noticia, los españoles no supieron nada más sobre el paradero de los chilenos.

### Regreso de Williams a Chile y movimientos de Pareja
El capitán chileno regresó con la Esmeralda y el Maipú en los primeros días de noviembre a la costa de su país sin aguardar el desenlace de la guerra en el Perú, y dado que el plan de su gobierno de reunir las escuadras no se logró, decidió aventurarse a hostilizar a los buques españoles en la medida de lo posible. Al pasar por la altura de Caldera, consideró atacar a la fragata Berenguela que según sus informes bloqueaba en solitario el lugar, pero desistió de este cometido por complicaciones para llevarlo a cabo. Luego determinó pasar con la corbeta a recorrer con cautela la costa para informar al gobierno los resultados de su comisión en Perú e intentar acometer algún otro ataque de ser posible, separándose del Maipú y enviándolo a Chiloé por considerarlo inútil para sus propósitos.
El almirante español, durante las andanzas de las naves chilenas a finales de octubre, había hecho cambios en la distribución de los buques que bloqueaban los principales puertos de Chile desde septiembre, en prevención de la posible unión de las escuadras chilena y peruana si es que triunfaban los revolucionarios en el Perú. Era consciente de que si se unían podían caer desde la costa norte sobre alguna de sus naves bloqueadoras, aisladas las unas de las otras por varias millas de la distancia. Por esta razón decidió agrupar a las fragatas de a dos, ordenando para tal propósito que la corbeta Vencedora partiera de Valparaíso al sur para traer a la fragata Resolución a ese puerto, mientras que la Berenguela se juntaría con la fragata Blanca en Caldera, quienes al menor ataque debían bajar a Valparaíso para reunirse con la insignia. A la Virgen de Covadonga se le ordenó ir a Coquimbo para transmitir la información y bloquear el lugar, pese al sabido riesgo en que se le ponía. Cabe señalar que mantendría el bloqueo junto al vapor Matías Cousiño, aunque luego quedaría sola. Con estos cambios solo se dejaría levantado el bloqueo de Concepción.
El 19 de noviembre fondeó Williams en Lebu, donde entró en comunicaciones con el gobierno y obtuvo noticias de los españoles. Al día siguiente recaló en Lota, después de haber burlado la vigilancia de la Resolución, para poder abastecerse de carbón y realizar algunas reparaciones provisorias en el casco y su máquina. En este último lugar se enteró de que Coquimbo estaba bloqueado por la Virgen de Covadonga y el Matías Cousiño. Entonces decidió atacar ese punto por ser el más vulnerable, zarpando el 22 de noviembre hacia el norte para llevar a cabo este cometido.
La Virgen de Covadonga estuvo realizando el bloqueo de Coquimbo entre el 4 y el 22 de noviembre. Luego de ese tiempo la distribución del bloqueo volvió a cambiar al cerciorarse Pareja de que la triunfante revolución en Perú no fue en esos momentos hostil a España, pasando entonces la Blanca a Coquimbo y ordenando el pronto regreso de la goleta a Valparaíso.
El 24 de noviembre Williams pasó por las afueras de Valparaíso en su viaje al norte, saliendo a reconocerlo la Vencedora, a quien intentó atraer mar adentro para alejarlo de la Villa de Madrid, pero no dio resultado y siguió su rumbo hasta recalar en Pichidangui. Zarpó luego de aquel lugar y fondeó durante la noche en Tongoy, enterándose aquí de la presencia de la Blanca en Coquimbo y que la Virgen de Covadonga partiría hacia el sur. Ante este nuevo evento, regresó al sur para establecer un crucero de vigilancia en la parte norte de Valparaíso, frente a Papudo, y esperar a la goleta o cualquier otra embarcación española proclive a ser capturado.
El 25 de noviembre la Virgen de Covadonga, que iba al mando de Fery, zarpó de Coquimbo rumbo a Valparaíso. Por otra parte, en la mañana del día siguiente, la Esmeralda se topó en su zona de vigilancia con el vapor Valparaíso que venía del norte, informándole del triunfo de los revolucionarios en el Perú y de la proximidad de la goleta hacia su punto.

## Fuerzas enfrentadas

### Los buques y sus características
| Características técnicas | Esmeralda                 | Virgen de Covadonga      |
| Año de construcción      | 1855                      | 1859                     |
| Desplazamiento (t)       | 854                       | 412                      |
| Blindaje (mm)            | sin blindaje              | sin blindaje             |
| Armamento                | 16 cañones lisos de 32 lb | 2 cañones lisos de 68 lb |
| Andar (millas)           | 6 a 7½                    | 5 o 6                    |
| Tripulación              | 195                       | 125                      |

### Detalles y puntos aclaratorios
La Esmeralda al momento del combate tenía varias falencias debido a problemas técnicos y al estado de desarme en que se encontraba a la víspera de iniciarse la guerra, que no pudieron atenderse satisfactoriamente por su apresurado zarpe de Valparaíso. Sus falencias eran las siguientes: 
- Su casco se encontraba muy deteriorado, haciendo 4 a 5 pulgadas de agua por hora, motivo por el que se le iba a carenar.[29]

- Sus calderas se hallaban en mal estado,[30] afectando su andar.

- Tenía una tripulación, además de bisoña, limitada en personal debido a que la mitad de los hombres se hallaba en tierra celebrando el aniversario de la independencia y no hubo tiempo para reunirlos a todos a causa de las circunstancias apremiantes.[31] El personal del buque no se aumentó hasta su posterior arribo a Chiloé, después del combate.[31]

La Virgen de Covadonga se hallaba en buen servicio respeto a su tripulación y al estado del casco. Sin embargo, su máquina propulsora tenía un defecto de construcción y los fondos de sus calderas se hallaban en mal estado, afectando de esa manera su andar.
Queda en evidencia la superioridad combativa del buque chileno del que tanto la historiografía chilena y española concuerdan. Sin embargo, existen algunos desacuerdos en cuanto a la descripción técnica que la historiografía de ambos países hacen en las naves adversarias, elevando exageradamente algunas de sus capacidades y haciendo omisión de sus defectos.

## El combate
Pasadas las 7 A. m. del día 26, Williams avistó a distancia a la Virgen de Covadonga y ordenó tocar inmediatamente zafarrancho de combate. También dispuso que un guardiamarina subiera al tope de la corbeta para que observara el horizonte, en previsión a un posible ataque de la Villa de Madrid por su cercanía. Al poco tiempo pudo también Fery avistar a la Esmeralda, creyendo por su aparejo que podría tratarse de alguna de las nuevas corbetas peruanas o bien una británica.
Ambos buques comenzaron a estrechar la distancia y estando a dos o cuatro millas izaron bandera; la corbeta enarboló el pabellón británico como ardid de guerra y la goleta le contestó con el pabellón español. El capitán chileno utilizó esa estratagema de engaño para poder acercarse a la nave española hasta tenerla a distancia de tiro, ya que creía que tenía mayor andar y podía escapársele. El comandante español a pesar de ver aquella bandera no se confió, ordenando zafarrancho de combate y cerrar las válvulas de seguridad para forzar la máquina.
Entre las 9 y 10 A. m., habiendo ambos buques estrechado la distancia a unos 200 metros, se inició el combate con una rápida maniobra de la corbeta hacia la popa de la goleta, que pasó de su costado de estribor al de babor, abriendo fuego con su batería de estribor que barrió la popa de la española, cayendo muertos o heridos los individuos de aquel sector. Existe una discusión entre la historiografía española y chilena respecto a si la Esmeralda cambió o no el pabellón británico por el chileno antes de abrir fuego por primera vez, como las leyes internacionales de la guerra consideran aceptable.
Durante el desarrollo del combate, la Esmeralda gobernó sobre la Virgen de Covadonga en las evoluciones o movimientos tácticos. Williams siguió atentamente sus maniobras, anticipando sus cambios de rumbo, lo que imposibilitó a Fery para responder el fuego con sus colisas, ya que el chileno guiñaba de una a otra aleta de la goleta para dispararle y evitar que lo tuviera a tiro.
Williams había realizado en su primer ataque un inesperado movimiento de una a otra banda que confundió a Fery, ya que le hizo creer que la corbeta se batiría por estribor al haberse dirigido a ese lado primero, razón por la que había orientado sus colisas en esa dirección. A la orden, la dotación española cambió a la otra banda sus cañones y viró la goleta hacia ella para tenerla a tiro, pero el capitán chileno se apercibió de ese movimiento y maniobró hasta coger su aleta de estribor, descargando una segunda andada con la batería de babor. El comandante español creyó en esta ocasión que sería abordado debido a la aproximación de la corbeta, por lo que previno a su partida de abordaje, pero el capitán chileno solo quería batirla de enfilada con sus disparos de bala y metralla.
Siguiendo el mismo juego, la corbeta alcanzó nuevamente la aleta de babor y realizó una tercera descarga con su batería de estribor que barrió la cubierta de la goleta. En las tres ocasiones en que Williams lo había atacado, Fery había procurado inútilmente maniobrar su buque para tener a la corbeta a tiro, no logrando hacer hasta el momento un puro disparo.
Estando con la mar de través, y como las dos colisas a la misma banda desequilibraban a la goleta, quedó una a cada lado, haciendo con su colisa de popa el primer cañonazo para responder a la cuarta andanada de la corbeta. Fery en esta ocasión había logrado engañarlo para ejecutar el disparo al fingir una maniobra contraria a la que inmediatamente realizaba, consiguiendo hacer dos tiros más con sus colisas. La historiografía española señala que el primer tiro falló y los otros dos siguientes le atinaron; uno le dio a la corbeta en la proa y otro le partió la botavara, pero sin causarle bajas ni otros daños. Por su parte, la historiografía chilena afirma que la goleta hizo unos cuantos disparos de cañón que no causaron ningún daño.
Estando los buques en esos momentos a una muy corta distancia, apenas unas 200 varas que los separaban, los tiradores chilenos hicieron un vivísimo fuego de fusil sobre la goleta, que no pudo ser contestado de forma adecuada por los españoles debido al alto bordo del casco de la corbeta. Los artilleros de la goleta estaban muy expuestos a los tiros, y no consiguieron por esta razón hacer más disparos con sus colisas. Fery al notar el aspecto que iba tomando el combate decidió tomar medidas extremas y ordenó soltar un grueso calabrote por la popa para enredar la hélice de la corbeta, pero la maniobra fracasó porque Williams se percató de lo que intentaba y se apartó con su buque del rumbo que llevaba.
La situación de los españoles era ya insostenible, al punto de que recibían todo el fuego de los chilenos y no podían responder eficazmente para causarles daños, por lo que Fery se vio finalmente obligado a rendirse, arriando la bandera, después de aproximadamente media hora de combate. Según Williams, la rendición se la comunicó el jefe español a viva voz dada la cercanía. También señaló que a pesar de la rendición los españoles seguían cargando sus piezas, razón por la que muy a su pesar debió hacer algunos disparos para detenerlos.

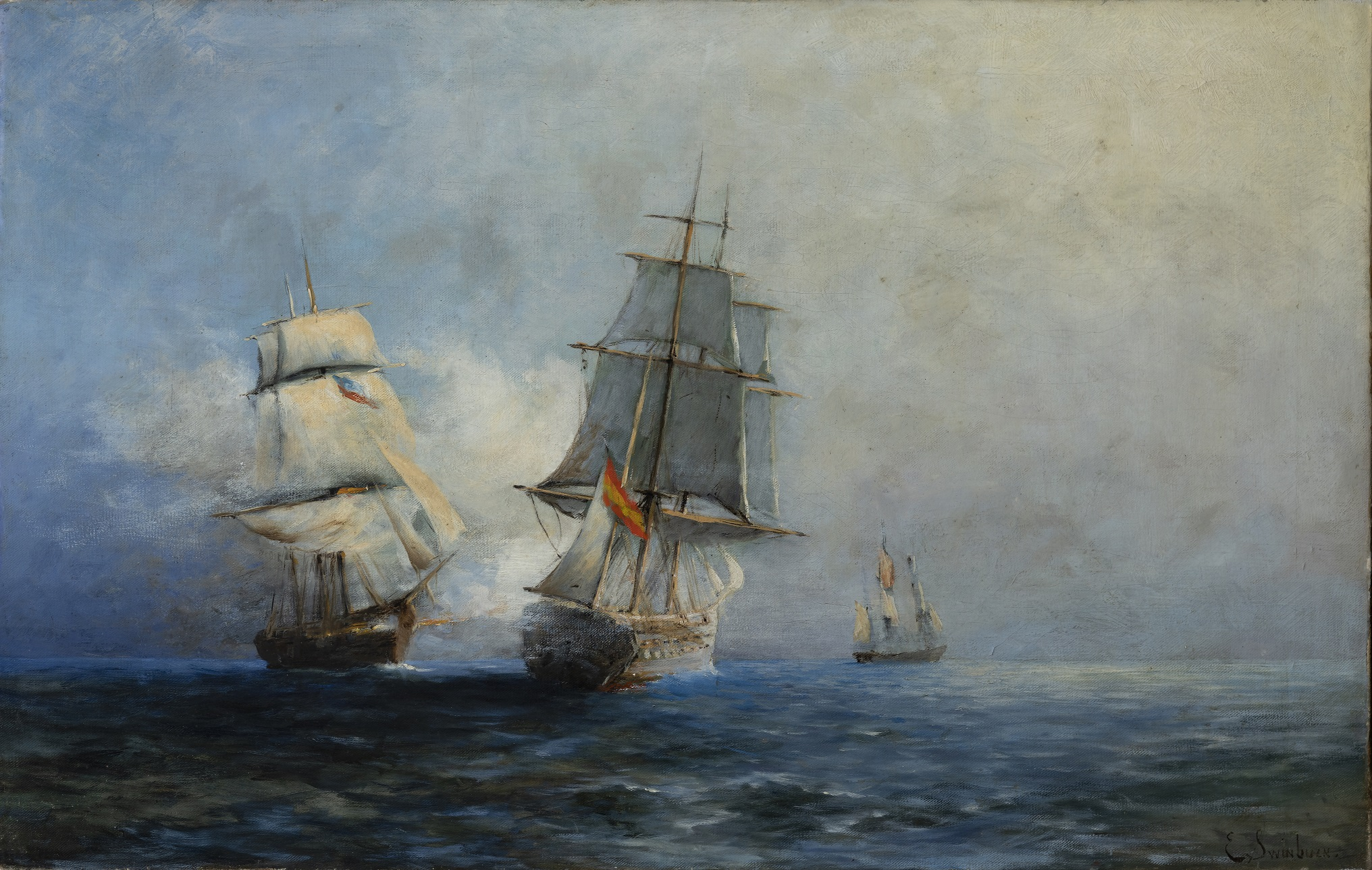
Captura de la Covadonga por la Esmeralda, por Enrique Swinburn.

Antes de haber arriado la bandera, Fery ordenó que se abrieran los grifos y válvulas de la goleta para que se hundiera. Sin embargo, esta orden no se llevó a cabo con el debido tiempo por las dificultades que puso el primer maquinista del buque que era de origen inglés. Williams consciente de que los españoles iban a echarlo a pique envió rápidamente en un bote una partida de abordaje a cargo de su segundo, el teniente primero Manuel Thomson, quien tomó posesión del buque y logró evitar la anegación de la sala de máquinas que para entonces tenía 4 pies de agua.
El recuento final del combate dejó en el lado español unos 4 muertos y 18 heridos y contusos, y un total de 121 prisioneros considerando a los heridos. Los daños de la Virgen de Covadonga no habían sido serios sino que superficiales. En específico todos sus botes fueron destruidos por la metralla, la arboladura con varios balazos, la maniobra cortada, roto el timón y el casco acribillado. Por el lado chileno, no hubo ninguna baja en la dotación y la Esmeralda tampoco sufrió ningún daño a considerar.
Habiéndose dejado a la goleta en condiciones para navegar, el capitán chileno se dirigió a la rada de Papudo, recalando a las 11:30 A. m. en aquel lugar. Aquí desembarcó a los prisioneros españoles para que las autoridades se hicieran cargo de ellos, y luego partió hacia Los Vilos para reparar las principales averías de la goleta y asignarle una dotación.

## Consecuencias

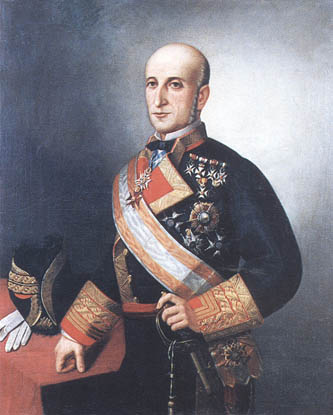
Vicealmirante José Manuel Pareja (1813-1865).

Pese a la abismante y desproporcionada debilidad chilena en el mar, se había desarrollado una exitosa acción ofensiva contra una unidad de guerra española, que resultó capturada y pasó a engrosar la pequeña escuadra chilena, como su tercer buque.
Este hecho fue un gran revés para la escuadra española. Pareja había permitido la salida de la Esmeralda y había ordenado la partida de la pequeña Covadonga, de tan sólo tres cañones, en solitario, a pesar de las quejas de parte de la Junta de Oficiales.
Para los chilenos, que no se encontraban en una buena situación estratégica la captura de la Covadonga contribuyó a generar una crisis en el mando español.
Por otro lado Perú finalmente declaró la guerra a España y comprometió el envío de la escuadra peruana para unirse a la chilena en Chiloé y esperar allí la llegada de los nuevos buques blindados Huáscar e Independencia.
El 3 de diciembre de 1865, iniciaron la travesía las fragatas Apurímac y Amazonas, y 44 días después las corbetas Unión y América. Al mismo tiempo, el recién ascendido capitán de navío Juan Williams Rebolledo, con la corbeta Esmeralda, la goleta Covadonga y los vapores Maipú y Lautaro, había organizado el apostadero naval de Abtao, en el archipiélago de Calbuco, en dos ensenadas colindantes a la isla del mismo nombre, ubicada en la ribera norte del canal de Chacao.
Por otra parte, la noticia de estos sorpresivos hechos perpetrados por el buque de un país que prácticamente carecía de fuerza naval, la suposición de que hubiera corrido la misma suerte la Vencedora, la declaración de guerra de la República del Perú y la actitud de la República de Chile contraria a los intereses de España deprimieron profundamente al vicealmirante José Manuel Pareja quien, sintiéndose fracasado, optó por suicidarse, dejando como nota de despedida la petición de no ser enterrado en aguas Chilenas -su padre había muerto de enfermedad en la lucha contra los Independentistas Chilenos- sino en Aguas Internacionales, lo cual cumplió su sucesor al mando.
El sucesor del vicealmirante Pareja en el mando fue el capitán de navío Casto Méndez Núñez quien ante la difícil situación de la escuadra decidió levantar el bloqueo de la mayoría de los puertos, centrándose en  bloquear Valparaíso y en Caldera donde se habían concentrado las presas mercantes capturadas a Chile. Aunque en poco tiempo el bloqueo solo se concentró en Valparaíso sin tener puertos en los que abastecerse, pues igualmente los gobiernos de Bolivia y Ecuador rompieron relaciones con España.
Méndez Núñez realizaría expediciones para recuperar la goleta Covadonga y destruir la flota aliada, pero sin tener éxito.